# Oleksandr Zinchenko
Oleksandr Volodimirovich Zinchenko (en ucraniano: Зінченко Олександр Володимирович; Radomyshl, Óblast de Zhytómyr, 15 de diciembre de 1996) es un futbolista ucraniano que juega de centrocampista o defensa en el Arsenal F. C. de la Premier League de Inglaterra.

## Trayectoria

### F. C. Ufa
Debutó como profesional en el F. C. Ufa en el año 2015 donde hizo una gran temporada disputando 24 partidos oficiales y marcando 2 goles.

### Inglaterra
El 4 de julio de 2016 se hizo oficial su traspaso al Manchester City por 1,7 millones de libras, firmando contrato por cinco temporadas. La primera de ellas fue cedido al PSV Eindhoven. Después de este paso por los Países Bajos estuvo cinco años en el conjunto mancuniano. En este periodo de tiempo disputó 128 partidos, en los que anotó dos goles, y ganó, entre otros títulos, la Premier League en cuatro ocasiones.
El 22 de julio de 2022 fue traspasado al Arsenal F. C., equipo con el que firmó un contrato de larga duración.

## Selección nacional
Debutó con la selección absoluta de Ucrania en 2015. El 29 de mayo de 2016, con 19 años y 165 días, se convirtió en el goleador más joven de la historia del combinado nacional al anotar uno de los goles del triunfo por 4-3 ante Rumania. Casi cinco años después, el 24 de marzo de 2021, se convirtió también en el capitán más joven de la selección al llevar el brazalete de capitán en el partido de clasificación para el Mundial de 2022 ante Francia.

### Participaciones en Eurocopas
| Copa          | Sede     | Resultado        | Partidos | Goles |
| ------------- | -------- | ---------------- | -------- | ----- |
| Eurocopa 2016 | Francia  | Primera fase     | 3        | 0     |
| Eurocopa 2020 | Europa   | Cuartos de final | 5        | 1     |
| Eurocopa 2024 | Alemania | Primera fase     | 3        | 0     |

## Estadísticas

### Clubes
| Club                             | Div.          | Temporada     | Liga  | Liga  | Copas nacionales | Copas nacionales | Torneos internacionales | Torneos internacionales | Total | Total | Media goleadora |
| Club                             | Div.          | Temporada     | Part. | Goles | Part.            | Goles            | Part.                   | Goles                   | Part. | Goles | Media goleadora |
| -------------------------------- | ------------- | ------------- | ----- | ----- | ---------------- | ---------------- | ----------------------- | ----------------------- | ----- | ----- | --------------- |
| F. C. Ufa · Rusia                | 1.ª           | 2014-15       | 7     | 0     | 0                | 0                | —                       | —                       | 7     | 0     | 0               |
| F. C. Ufa · Rusia                | 1.ª           | 2015-16       | 24    | 2     | 2                | 0                | —                       | —                       | 26    | 2     | 0.08            |
| F. C. Ufa · Rusia                | Total club    | Total club    | 31    | 2     | 2                | 0                | 0                       | 0                       | 33    | 2     | 0.06            |
| PSV Eindhoven · Países Bajos     | 1.ª           | 2016-17       | 12    | 0     | 1                | 0                | 4                       | 0                       | 17    | 0     | 0               |
| PSV Eindhoven · Países Bajos     | Total club    | Total club    | 12    | 0     | 1                | 0                | 4                       | 0                       | 17    | 0     | 0               |
| Jong PSV · Países Bajos          | 2.ª           | 2016-17       | 7     | 0     | —                | —                | —                       | —                       | 7     | 0     | 0               |
| Jong PSV · Países Bajos          | Total club    | Total club    | 7     | 0     | 0                | 0                | 0                       | 0                       | 7     | 0     | 0               |
| Manchester City F. C. Inglaterra | 1.ª           | 2017-18       | 8     | 0     | 5                | 0                | 1                       | 0                       | 14    | 0     | 0               |
| Manchester City F. C. Inglaterra | 1.ª           | 2018-19       | 14    | 0     | 10               | 1                | 5                       | 0                       | 29    | 1     | 0.03            |
| Manchester City F. C. Inglaterra | 1.ª           | 2019-20       | 19    | 0     | 4                | 1                | 2                       | 0                       | 25    | 1     | 0.04            |
| Manchester City F. C. Inglaterra | 1.ª           | 2020-21       | 20    | 0     | 3                | 0                | 9                       | 0                       | 32    | 0     | 0               |
| Manchester City F. C. Inglaterra | 1.ª           | 2021-22       | 15    | 0     | 5                | 0                | 8                       | 0                       | 28    | 0     | 0               |
| Manchester City F. C. Inglaterra | Total club    | Total club    | 76    | 0     | 27               | 2                | 25                      | 0                       | 128   | 2     | 0.02            |
| Arsenal F. C. Inglaterra         | 1.ª           | 2022-23       | 27    | 1     | 3                | 0                | 3                       | 0                       | 33    | 1     | 0.03            |
| Arsenal F. C. Inglaterra         | 1.ª           | 2023-24       | 27    | 1     | 2                | 0                | 6                       | 0                       | 35    | 1     | 0.03            |
| Arsenal F. C. Inglaterra         | 1.ª           | 2024-25       | 15    | 0     | 2                | 0                | 6                       | 1                       | 23    | 1     | 0.04            |
| Arsenal F. C. Inglaterra         | Total club    | Total club    | 69    | 2     | 7                | 0                | 15                      | 1                       | 91    | 3     | 0.03            |
| Total carrera                    | Total carrera | Total carrera | 195   | 4     | 37               | 2                | 44                      | 1                       | 276   | 7     | 0.03            |

## Palmarés

### Títulos nacionales
| Título           | Club                  | País       | Año  |
| ---------------- | --------------------- | ---------- | ---- |
| Copa de la Liga  | Manchester City F. C. | Inglaterra | 2018 |
| Premier League   | Manchester City F. C. | Inglaterra | 2018 |
| Community Shield | Manchester City F. C. | Inglaterra | 2018 |
| Copa de la Liga  | Manchester City F. C. | Inglaterra | 2019 |
| Premier League   | Manchester City F. C. | Inglaterra | 2019 |
| FA Cup           | Manchester City F. C. | Inglaterra | 2019 |
| Community Shield | Manchester City F. C. | Inglaterra | 2019 |
| Copa de la Liga  | Manchester City F. C. | Inglaterra | 2020 |
| Copa de la Liga  | Manchester City F. C. | Inglaterra | 2021 |
| Premier League   | Manchester City F. C. | Inglaterra | 2021 |
| Premier League   | Manchester City F. C. | Inglaterra | 2022 |
| Community Shield | Arsenal F. C.         | Inglaterra | 2023 |